# دوري البطولة الإنجليزية 2023–24
دوري البطولة الإنجليزية لكرة القدم 2023-24 (وتعرف ايضاً باسم بطولة سكاي بيت لأسباب الرعاية)
هي الموسم الثامن من دوري البطولة الإنجليزية تحت عنوانها الحالي والموسم الثاني والثلاثين بموجب تنسيق دوريها الحالي.